# 加薩種族滅絕
加薩種族滅絕（阿拉伯語：الإبادة الجماعية لغزة‎）是2023年10月起發生於巴勒斯坦國加沙地带的種族滅絕事件。一些专家、政府、联合国机构和非政府组织指责以色列，在持续中的以色列—哈马斯战争中，在入侵和轰炸加沙地带期间，对巴勒斯坦人实施了种族灭绝。截至2024年7月，经过9个月的袭击，以色列的军事行动已导致大批巴勒斯坦人死亡，已得到确认的有近40,000人——加沙每59人中就有1人——平均每天死亡148人。大多数受害者是平民，其中妇女儿童超过25,000人，记者有103人。
数千具尸体被埋在被毁建筑的废墟之下。截至2024年6月，加沙已有500多名医护人员丧生。截至2024年8月，加沙36家医院中只有17家还在运营；该地区84%的医疗中心已被摧毁或遭到损坏。以色列的强制封锁严重加剧了加沙地带的饥饿状况和饥荒威胁，同时以色列军队还阻止人道主义物资送到巴勒斯坦人民手中，阻碍或袭击人道主义车队。冲突初期，以色列还切断了加沙地带的水电供应。以色列还摧毁了许多重要文化建筑，包括13座藏书数千册的图书馆、加沙全部12所大学和80%的中小学校、数十座清真寺、三座教堂和两座博物馆。
包括联合国特别报告员弗朗西斯卡·阿尔巴尼斯在內的多位观察员都指出以色列高级官员的一些言论可能表明以色列“有意消灭”（全部或部分）加沙人口，而这是达到种族灭绝法律门槛的必要条件。:81大多数在美的中东问题学者相信，以色列在加沙的行动是为了让巴勒斯坦人无法在此居住，他们中有75%的人认为，以色列在加沙的行动构成了“类似于种族灭绝的重大战争罪行”或“种族灭绝”。
南非政府已在国际法院对以色列提起诉讼，控告以色列违反《防止及惩治灭绝种族罪公约》。在初次裁决中，国际法院认为南非有权起诉以色列，同时承认巴勒斯坦人享有“免遭种族灭绝的合理权利”，而这项权利面临着确切的风险，可能会造成无法挽回的损害。法院命令以色列履行《种族灭绝公约》所规定的义务，采取一切力所能及的措施来防止种族灭绝行为的发生，防止和惩罚对种族灭绝的煽动，并允许基本人道主义服务进入加沙。法院随后还命令以色列允许更多的人道主义援助进入加沙，并防止在拉法攻势中发生种族灭绝。以色列政府驳斥了南非的指控，并指责国际法院反犹，而以色列被指责在受到挑战时经常这样做。

## 背景
2023年10月7日，伊斯蘭抵抗運動哈瑪斯从加沙對以色列國發起阿克薩洪水行動，:1造成至少1,139人:1死亡，其中大多數是平民。以色列政府在事件發生後，以极具破坏性的轟炸行動作為回應，並在10月27日發起鐵劍行動，入侵加薩走廊。:6事後，南非共和國於12月29日向國際法院指控以色列國涉嫌滅絕種族，觸犯《防止及懲治滅絕種族罪公約》。南非提交的起訴書指控以色列实施種族隔離長達75年、占領巴勒斯坦領土長達56年，以及封鎖加薩長達16年。尽管少数学者认为在阿克萨洪水行动之前就存在针对巴勒斯坦人的种族灭绝，但南非和其他种族灭绝论支持者都是把以色列在加沙的军事行动定性为种族灭绝。

### 种族灭绝的法律定义
1948年的《防止及惩治灭绝种族罪公约》将种族灭绝定义为：“故意全部或部分地消灭一个族群、国族、种族或宗教团体”的五种行为中的任意一种。这些行为包括：杀害该团体的成员，对其造成严重的身体或精神伤害，恶化其生活条件以摧毁该团体，阻止生育，以及强行将儿童转移出该团体。种族灭绝是一种特殊意图（dolus specialis）的犯罪；此类犯罪是故意为之，将受害者作为目标往往是因为，他们实际上或被假想为具有受保护群体的成员身份。历史上有三起种族灭绝事件根据1948年的法律定义得到承认：红色高棉大屠杀、卢旺达种族灭绝和斯雷布雷尼察大屠杀。

### 种族灭绝的其它定义
拉斐尔·莱姆金最初对种族灭绝的定义，比联合国后来所采用的定义更为宽泛；他认为种族灭绝是“破坏民族群体的生活之基本基础”，包括会“瓦解政治和社会制度、文化、语言、民族情感、宗教和民族群体的经济存在”的行为。:14学术的定义各不相同，但有三项共同的主题：“采取的暴力或其它行动应该是蓄意的、有组织的、持续的和大规模的”，暴行针对的是可区分的群体，以及“肇事者采取措施来阻止该群体在特定领土上生存或繁衍”。:3对种族灭绝的口头理解深受纳粹大屠杀的影响，认为无辜受害者之所以成为目标，是因其种族身份，而非任何政治原因。种族灭绝通常被认为是顶级的犯罪，在导致同等规模的平民死亡与破坏时，它比其它暴行更恶劣。

## 受害者

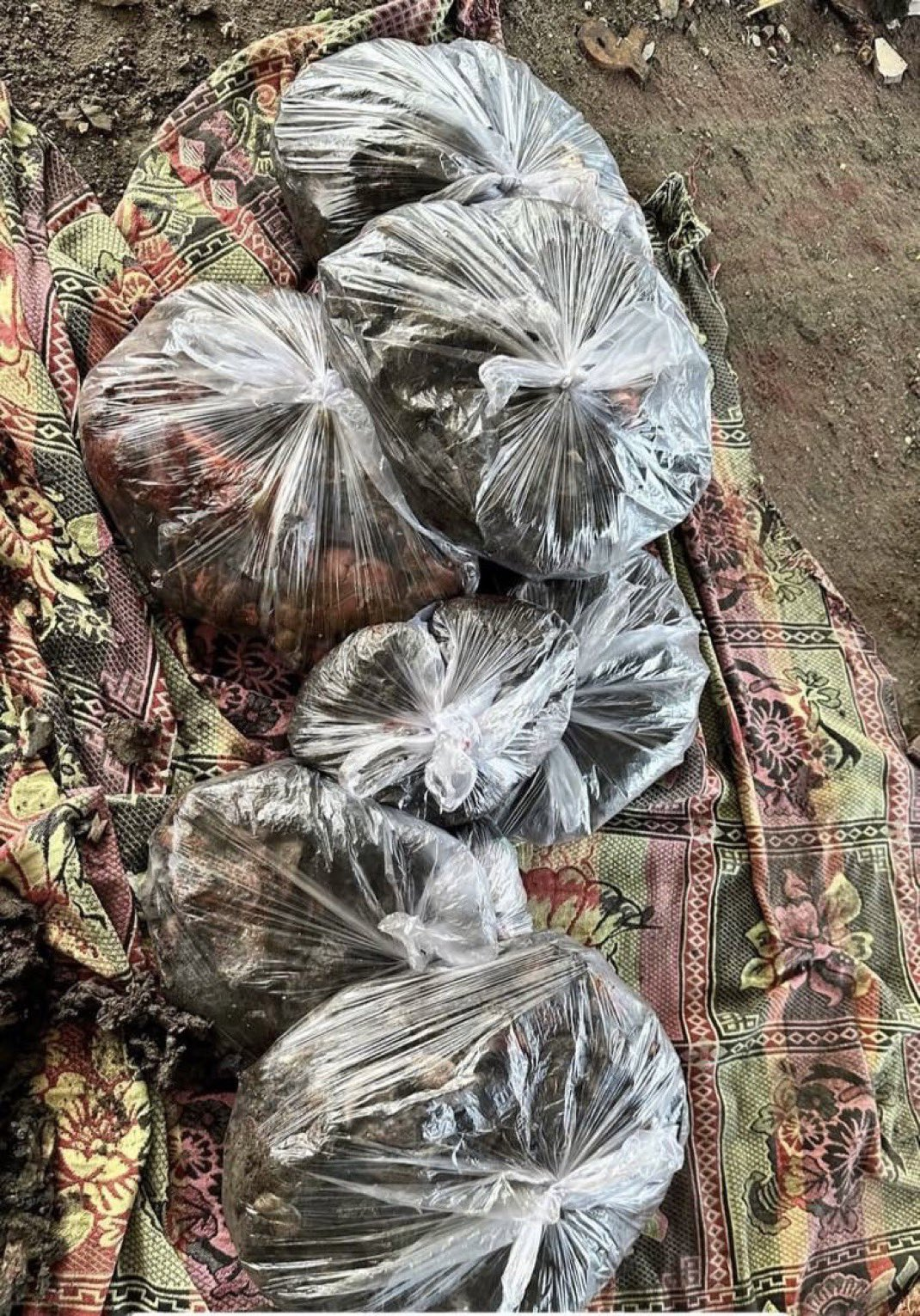
在塔巴因学校袭击后，装殓遇难者被烧焦或肢解的尸体的袋子

适用法律并未规定最低受害者的人数。

### 直接受害者
歐洲-地中海人權監測組織於2023年11月18日發布的一份報告，将以色列在加薩的行動稱为種族滅絕。报告指出，在加薩的巴勒斯坦人，有15,271人被殺，32,310人受傷，估計有41,500人下落不明。多家新聞和學術媒體也報導了最新數據：截至2023年12月，至少20,000巴勒斯坦人在加薩被杀，估計其中70%是婦女和兒童。截至2024年1月14日，即以色列进攻加沙100天之际，已確認的死亡人数已超過23,900人。到5月10日，死亡人數已超過35,000人，其中三分之一的屍體身份不明，估計還有10,000多具屍體被埋在廢墟之下。最初三週內以色列在加薩的袭擊造成的兒童死亡人數，已超过2019年以來任何一年全球所有衝突地區的總和。:531截至2023年12月，受伤人数已超过52,000人；至2024年5月，這一數字已上升至77,700多人。
死者中妇女和儿童的比例一直存在争议。而聯合國於2024年5月7日公佈的死亡總人數為34,735人，其中24,686人已確認身分。在已確認身分的死者中，52%是婦女兒童，8%是未指明性別的“老年人”，40%是男人。
随着冲突持续，由于基础设施遭到破坏，加沙卫生部收集数据变得越来越困难。除常规的基于医院死亡人数的报告外，该部还不得不利用其它来源的信息进行补充，包括媒体、急救人员以及死者家属的报告。还有寡妇们，她们必须正式登记丈夫的死亡，才能获得政府援助的资格。经济学教授迈克·斯帕加特（Mike Spagat）分析了该部的报告，他发现迫切需要一种透明的方法，来调和其最高死亡人数——截至4月30日为34,535人——与同日统计的24,653人的详细死亡人数。以色列当局也对该部公布的死亡总人数提出了质疑，但以色列情报部门、联合国和世卫组织都认可了该数据的准确性。

### 间接受害者
拉沙·哈提卜（Rasha Khatib）、马丁·麦基和萨利姆·尤素夫在《柳葉刀》的通讯栏目發表文章，對未來幾個月和幾年內，冲突可能間接造成的死亡人數作了估計。由於衝突激烈，醫療基礎設施遭到破壞，缺乏食物、水、住所，民众无法逃到安全之处，以及近東救濟工程處資金減少，預計巴勒斯坦人因疾病而間接死亡的人數將高得多。他們以其它冲突作為參照，估計加沙冲突相關的死亡總數，可能比報告的死亡人數高出3至15倍。他們將報告的死亡人數乘以5，認為根據保守估計，“有186,000人甚至更多的死亡，可以被归因于加薩目前的冲突”。斯帕加特对此评论道，他们的估计“缺乏坚实的基础，不太具有说服力”。即便如此，斯帕加特也同意，“应该注意到，并非所有死亡都是直接暴力造成的”，并称加沙的死亡人数“高得惊人”（staggeringly high）。
自以色列—哈馬斯戰爭爆發以來，加薩地帶已有近200萬人流離失所。:6南非等国批评，加沙地带北部全面撤离令是种族灭绝的重要组成部分。

## 公众舆论
许多公众人物将以色列的加沙行动称为种族灭绝，其中包括卡迪小子、麦可莫和萨默·沃克。梅丽莎·巴雷拉因在社交媒体上转发指责以色列种族灭绝的文章，而被从惊声尖叫系列电影製片方解雇。《时代》杂志提到，巴雷拉被解雇的背景是好莱坞内部对战争的“分歧越来越大”。拉兹·西格尔的“教科书式种族灭绝”的判定，得到了气候活动家格蕾塔·通贝里和BBC足球节目主持人加里·莱因克尔的赞许。
代表英国参加2024年欧洲歌唱大赛的奥利·亚历山大，在2023年12月签署了LGBT协会Voices4London的一封信，谴责以色列对巴勒斯坦人的种族灭绝。以色列政府和反对反犹太主义运动谴责了他的观点，并要求BBC禁止他参赛。BBC拒绝了以色列因亚历山大的观点而与其作切割的请求。
俄裔美国作家玛莎·格森在被问及加沙是否正在发生种族灭绝时说：“我认为种族灭绝和种族清洗之间存在一些细微的差别，我认为使用这两个词都有充分的理由。”在被进一步追问下，他们说：“这至少是种族清洗。”在《纽约客》上发表的一篇批评以色列加沙行动的文章中，格森将其比作纳粹清洗东欧贫民窟，并因此获得了汉娜·阿伦特奖，这引起了争议。
乔纳森·格雷泽凭借《利益区域》获得了第96届奥斯卡金像奖最佳国际影片奖，其后他将影片中对大屠杀的描述与以色列持续轰炸和围困加沙进行了类比。记者娜奥米·克莱恩进一步阐述了加沙与影片描述的大屠杀之间的相似之处，强调种族灭绝行为被正常化了。
诺贝尔和平奖获得者马拉拉·优素福扎伊说：“当我们看到种族灭绝的惊人迹象时，我们要迫不及待地采取果断行动。我们必须共同努力，敦促我们的领导人制止这些战争罪行，并追究肇事者的责任。”另一位诺贝尔和平奖获得者塔瓦库·卡曼表示：“面对加沙巴勒斯坦人民的种族灭绝和种族清洗，世界保持沉默。”
2024年9月，教宗方濟各表示以色列对加沙和黎巴嫩的攻击是“不道德的”。11月，教宗首次公开敦促对以色列在加沙地带的行为進行調查，以查清這些行為是否是种族灭绝。

### 媒体舆论
在国际法院对以色列的起诉引起了一些出版物和个人的批评，他们认为，声称以色列在加沙实施“种族灭绝”是对该术语的滥用，且破坏了联合国《种族灭绝公约》所定义的该术语的严重性。2024年1月《经济学人》批评该案，称其转移了人们对以色列战争罪行和加沙人道主义危机等问题的注意力。《经济学人》还认为，该案件削弱了旨在防止种族灭绝的禁忌和法律体系。
2024年1月12日在接受全国公共广播电台采访时，美国前战争罪问题大使戴维·谢弗承认了以色列在加沙的战争罪行，但称以色列并没有实施种族灭绝，而是“对种族灭绝行为作出反应，以防止对以色列的进一步种族灭绝”。杰里米·沙龙（Jeremy Sharon）在《以色列时报》上撰文称，以色列的行动是对哈马斯的防御性回应，将以色列官员叫嚣摧毁加沙等言论（后被国际法院认定为“煽动种族灭绝”）描述为“一些政治领导人的过激言论”。
各类媒体和新闻机构（主要是西方的）被指控通过媒体帝国主义成为加沙种族灭绝的帮凶。:532另一些人则将西方媒体的偏见，与长期淡化和原谅对巴勒斯坦人压迫的历史联系起来。各方对以色列袭击加沙所用的报道语言迥异，通过分析发现，国际法律上认可的“被占领土”一词，在半岛电视台英语频道的报道中出现的频率，比美国和英国所有新闻媒体的总和还要高；而在描述以色列受害者时，使用情绪化语言的可能性，比描述巴勒斯坦受害者时高11倍。2024年3月14日，抗议者封锁了《纽约时报》办公室的大门，指责该报是种族灭绝的帮凶。苏尔塔尼强调，尽管以色列的大量言论都相当于煽动种族灭绝，但主流评论仍将加沙的破坏描述为“城市战争的偶然结果，而不是政策的可预见结果”。:2

### 以色列舆论
特拉维夫大学的研究人员在1月的第二周进行了一项民意调查，在502名以色列犹太人受访者中，有51%的人认为以军在加沙使用的武力适当，43%的人认为武力不足。以色列民主研究所在2月初对510名以色列公民进行的一项调查中，68%的受访者支持禁止所有国际援助进入加沙。
以色列记者兼作家吉迪翁·列维曾任希蒙·佩雷斯的助手和发言人，长期担任以色列日报《国土报》撰稿人，35 年来持续报道以色列的定居点政策。他在接受《新政治家》采访时说：“以色列正在恐怖地恶化。最重要的是，正如你所说，大家众口一词。不仅仅是右翼分子。你甚至不能对加沙、对加沙的苦难表示一点同情，以色列根本无法看到这些苦难。普通以色列人根本看不到加沙（所发生的），只有那里的士兵看到了。勇敢、牺牲、人质和家属，这些都在不停地展现，但没有一幅画面展现出加沙两百万人的苦难。我认为这是以色列最黑暗的时期，也许是有史以来。”

## 扩展阅读
- Abdo, Nahla.  [以色列的定居殖民主义与加沙种族灭绝：替代方案]. 政治经济学研究（英语：Studies in Political Economy）. 2024, 105 (1): 94—106. doi:10.1080/07078552.2024.2325298 （英语）.
- Agha, Zena; Esson, James; Griffiths, Mark; Joronen, Mikko.  [加沙：去殖民化的地理]. 英国地理学家学会会刊（英语：Transactions of the Institute of British Geographers）. 2024-02-05, 49 (2): e12675. Bibcode:2024TrIBG..49E2675A. doi:10.1111/tran.12675 （英语）.
- Alexander, Atul.  [《防止及惩治灭绝种族罪公约》在国际法院应用于加沙地带（南非诉以色列）]. 中国国际法杂志（英语：Chinese Journal of International Law）. 2024-02-22, 23 (1): 185—190. doi:10.1093/chinesejil/jmae004 （英语）.
- Audeh, Ida.  [种族灭绝时期的团结：加沙为何重要]. 华盛顿中东事务报告（英语：Washington Report on Middle East Affairs）. 2024年3—4月: 8—10  [2024-10-23]. （原始内容存档于2024-12-09） （英语）.
- 波士顿大学法学院国际人权诊所（International human rights clinic）; 康奈尔法学院国际人权诊所（International human rights clinic）; 比勒陀利亚大学人权中心（Centre for human rights）; 耶鲁法学院洛温斯坦人权项目（Lowenstein human rights project）.  [加沙种族灭绝：国际法分析及其对2023年10月7日以来以色列军事行动的应用] (PDF) (报告). 大学人权网络（英语：James Cavallaro）. 2024-05-15. （原始内容 (PDF)存档于2024-05-18） （英语）.
- Ferguson, Rob.  [以色列的种族灭绝路线图]. 国际社会主义. 2023-12-19, (181)  [2024-10-23]. （原始内容存档于2024-12-03） （英语）.
- [加沙种族灭绝：持续不断的灾难日]. Al-Muntaqa: New Perspectives on Arab Studies (阿拉伯研究与政策研究中心（英语：Arab Center for Research and Policy Studies）). 2024年1—2月, 7 (1). JSTOR e48516260 （英语）.
- Kels, Charles G.  [以色列—加沙冲突中的国际人道主义法]. 美国医学会杂志. 2024-03-13, 331 (15): 1329. PMID 38477929. doi:10.1001/jama.2024.4432 （英语）.
- Gostin, Lawrence O.; Goodwin, Michael B.  [以色列—加沙冲突中的国际人道主义法——回复]. 美国医学会杂志. 2024-03-13, 331 (15): 1330. PMID 38477944. doi:10.1001/jama.2024.4426 （英语）.
- 珍妮维芙·劳埃德（英语：Genevieve Lloyd）.  [看加沙：客观与情感]. 生物伦理学探究杂志（英语：Journal of Bioethical Inquiry）. 2024-02-20. PMID 38777968. doi:10.1007/s11673-024-10362-y  （英语）.
- Manduca, Paolo; Rothchild, Alice; Meyers, Alan.  [保护加沙人民的责任：医院医疗系统的崩溃如何证实了种族灭绝的意图]. 公共卫生与应急杂志（英语：AME Publishing Company）（Journal of Public Health and Emergency）. 2024-01-18, 8: 20  [2024-10-23]. doi:10.21037/jphe-24-11 . （原始内容存档于2024-12-03） （英语）.
- Moses, Jeremy.  [加沙与保护责任的政治—道德的失败]. Journal of Intervention and Statebuilding. 2024-02-16, 18 (2): 211—215. doi:10.1080/17502977.2024.2304987  （英语）.
- Nagarajan, Nithya.  [干预——关于团结：欧洲劳工对加沙种族灭绝的反应]. 对立面（英语：Antipode (journal)）. 2024-04-10  [2024-10-23]. （原始内容存档于2024-12-06） （英语）.
- Safi, Shahd.  [加沙种族灭绝期间的生活]. 华盛顿中东事务报告. 2024年1—2月: 20—21  [2024-10-23]. （原始内容存档于2024-11-22） （英语）.
- Soni, S.  [种族灭绝剖析——国际法和共同人性命悬一线的关键时刻]. South African Journal of Bioethics and Law. 2024年5月, 17 (2): e2218. doi:10.7196/SAJBL.2024.v17i2.2218  （英语）.
- Sprusansky, Dale.  [大屠杀学者称以色列正在实施种族灭绝]. 华盛顿中东事务报告. 2024年1—2月: 52  [2024-10-23]. （原始内容存档于2024-12-03） （英语）.
- Stein, Rebecca L.  [干预——消失的行为：以色列媒体如何管理加沙]. 对立面. 2024-03-22  [2024-10-23]. （原始内容存档于2024-12-12） （英语）.
- Wispelwey, Bram; Mills, David; Asi, Yara M.; Hammoudeh, Weeam; Kunichoff, Dennis; Ahmed, A. Kayum.  [加沙的平民死亡和医疗设施受损]. 英国医学期刊. 2024-05-16, 9 (5): e014756. PMC 11103200 . PMID 38760024. doi:10.1136/bmjgh-2023-014756 （英语）.
- 《种族灭绝研究杂志（英语：Journal of Genocide Research）》上的圆桌会议《以色列—巴勒斯坦：残暴罪行、大屠杀危机与种族灭绝研究》：
  - Lapidot, Elad.  [徽标与灭绝]. 种族灭绝研究杂志. 2024-08-07: 1—10. doi:10.1080/14623528.2024.2387898  （英语）.
  - Mhajne, Anwar.  [了解10月7日以来关于性暴力的辩论：武器化与否认]. 种族灭绝研究杂志. 2024-05-30: 1—19. doi:10.1080/14623528.2024.2359851  （英语）.
  - Whyte, Jessica.  [“悲惨的人道主义危机”：以色列将饥饿武器化及其意图问题]. 种族灭绝研究杂志. 2024-04-17: 1—15. doi:10.1080/14623528.2024.2339637  （英语）.